# Type 98 20 mm So-Ki

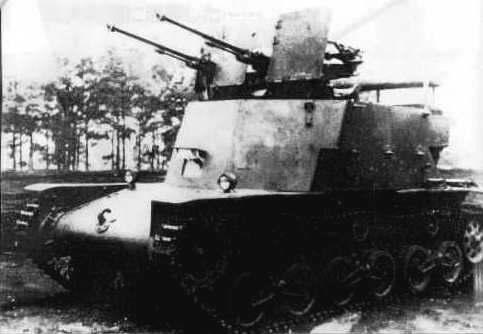
Type 98 20 mm So-Ki vu de face

Le Type 98 20 mm So-Ki AAG  est un véhicule antiaérien auto-propulsé japonais armé de deux canons anti-aériens Type 98 de 20 mm jumelés. Ils sont montés sur un châssis du Type 98 Ke-Ni. Les servants du canon sont postés sur une plate-forme surélevée dotée d'une légère protection sur les côtés et les canons jumelés de 20 mm possèdent un bouclier donnant une protection supplémentaire aux membres d'équipage.
En novembre 1941, le développement débute avec une version antiaérienne du Type 98 possédant seulement un canon antiaérien de 20 mm. Au cours du développement du canon antiaérien, l'Armée impériale japonaise a expérimenté différentes configurations.

## Variante à un seul canon

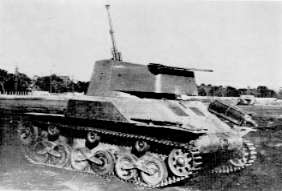
Type 98 Ta-Se

Le premier prototype produit, à un seul canon, est désigné comme Type 98 Ta-Se en novembre 1941. Le nom vient de Taikū (anti-aérien) et sensha (tank). Il est équipé d'un seul canon antiaérien Type 98 20 mm dans une tourelle.
Les essais permettent de déterminer que le châssis utilisé pour le Ta-Se est trop petit pour constituer une plate-forme de tir stable. Il n'est ainsi pas entré en production.

## Variante à canons jumelés

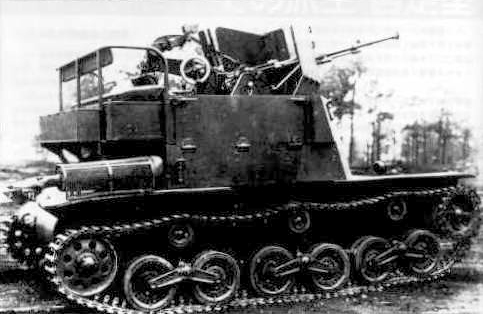
Vue arrière du Type 98

Le prototype Type 98 20 mm AA (antiaérien) est doté de deux Type 2 de 20 mm AA modifiés et jumelés. Les canons sont semblables au canon Type 98 mais peuvent être élevés à 95 degrés et avoir un système de contrôle de feu central. La cadence de tir est de 300 coups par minute et ils ont une portée maximale de 5 500 m. Le tireur est assis à la droite du canon.

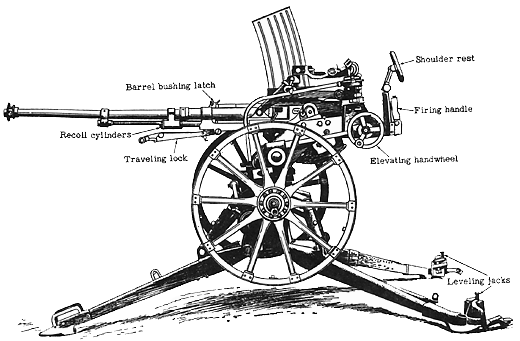
Canon anti-aérien Type 98 20 mm

La plate-forme permet une rotation de 360 degrés pour le canonnier et les canons. Le moteur est un Type 100 à refroidissement à l'air, six-cylindres diesel, avec une puissance de 130 chevaux. La transmission comprend quatre vitesses avant et une vitesse arrière. Le châssis et le moteur du Type 98 Ke-Ni, sur lesquels sont basés le prototype, permettent d'atteindre 42 km/h.
L'industrie nippone se concentrant sur des matériels plus urgents stratégiquement, le chenillé antiaérien n'est pas entré en production.